# Бен Фостер (фудбалер)
Бен Ентони Фостер (енгл. Ben Anthony Foster; 3. април 1983) енглески је професионални фудбалер који игра на позицији голмана и тренутно наступа за Рексем.